# کرومباخر
کرومباخر، (به انگلیسی: Krombacher) شرکت نوشیدنی آلمانی و از معروفترین برندهای آبجو در جهان است. آبجوسازی کرومباخر یکی از بزرگترین کارخانه‌های آبجوسازی در آلمان بشمار می‌آید.
شرکت کرومباخر در سال ۱۸۰۳ در شهر کرویزتال، آلمان بنیان گذاشته شد.

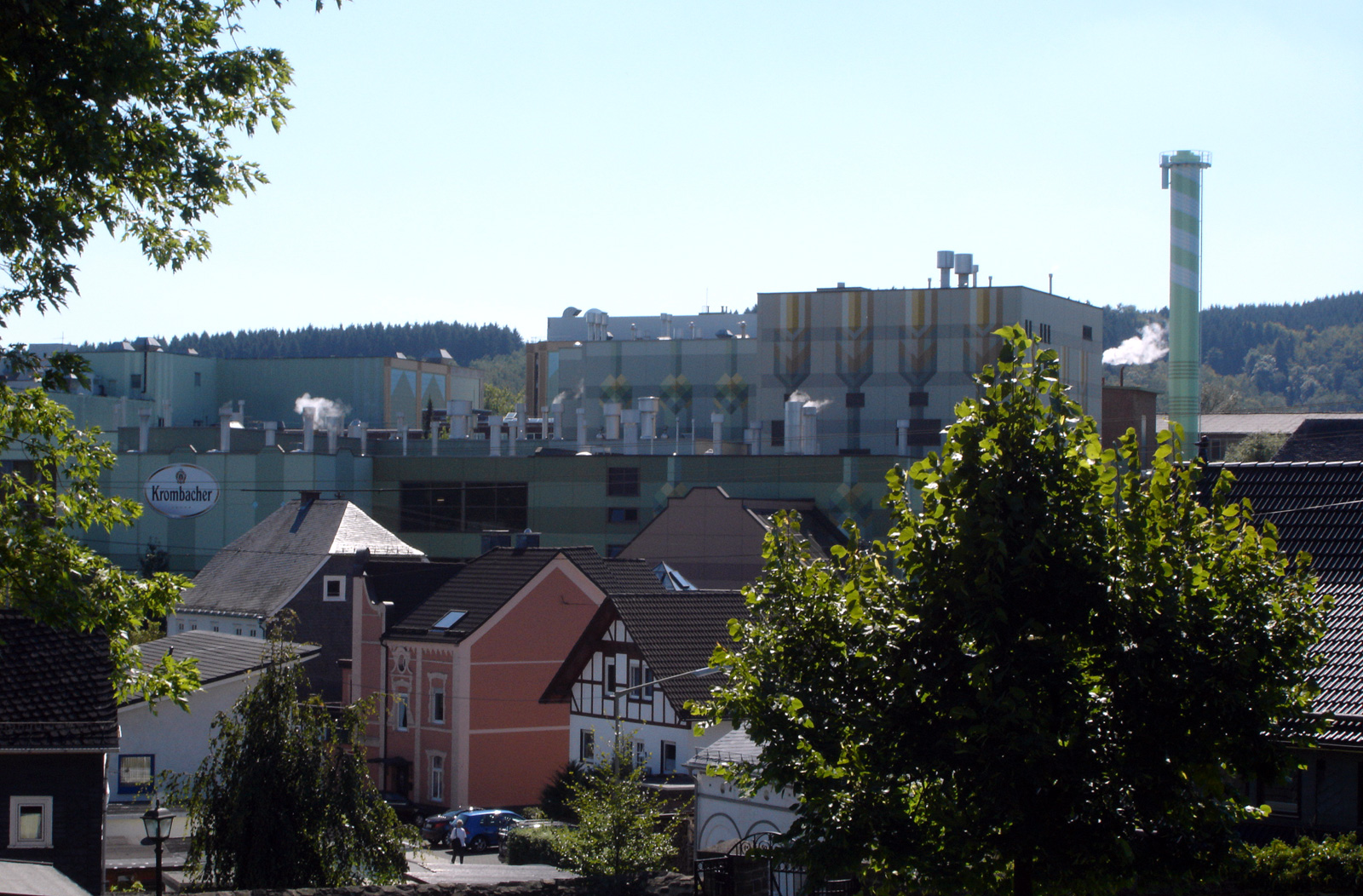
کارخانه آبجوسازی کرومباخر